# Mercado central de Nom Pen
El Mercado central de Nom Pen también llamado el Nuevo Gran Mercado es un gran mercado construido en 1937 en la forma de una cúpula con cuatro brazos que se extienden en vastos pasillos con innumerables puestos de venta de bienes. El diseño inicial es del arquitecto francés Louis Chauchon. Las obras de construcción fueron supervisadas por los arquitectos franceses Jean Desbois y Wladimir Kandaouroff. 
Se encuentra ubicado en la capital de Camboya, Nom Pen. Cuando se abrió por primera vez en 1937, se dice que era el mercado más grande de Asia, hoy todavía funciona como un mercado. De 2009 a 2011, se sometió a una renovación de 4.200.000 dólares estadounidenses financiados por la Agencia Francesa de Desarrollo.
El edificio de estilo art déco es un hito de Nom Pen. Antes de 1935, el área era un lago que recibía aguas durante la temporada de lluvias. El lago fue drenado y la construcción comenzó en 1935. Desde su finalización en 1937, las inundaciones de la temporada de lluvias en todo el mercado ha seguido siendo un problema y es evidencia vestigial del antiguo lago.